# Субботин, Иван Павлович
Иван Павлович Субботин (14 сентября 1922, Корноухово, Татарская АССР — 30 декабря 1983, Волжск, Марийская АССР) — советский военнослужащий, гвардии старшина, полный кавалер Ордена Славы.

## Биография
Родился 14 сентября 1922 года в селе Корноухово Кайбицкого района Татарии. Окончил 4 класса. Работал чабаном в колхозе.
В Красной армии с ноября 1941 года. Окончил полковую школу сержантов в 1942 году. В июне того же года направлен пулемётчиком в 89-й стрелковый полк 23-й стрелковой дивизии. Воевал на Северо-Западном, Сталинградском и Донском фронтах. За отличия во время Сталинградской битвы дивизия была преобразована в 71-ю гвардейскую стрелковую дивизию, а полк получил наименование 210-го гвардейского. В дальнейшем вёл бои на Курской дуге. В октябре 1943 года дивизия в составе 6-й гвардейской армии была переброшена на 2-й Прибалтийский фронт и участвовала в разгроме невельской группировки противника.
5 января 1944 года в бою южнее города Новосокольники пулемётчик гвардии сержант Субботин выдвинулся впереди боевых порядков пехоты, огнём из пулемёта ликвидировал вражеский расчёт противотанкового орудия, чем способствовал успешному продвижению стрелковых подразделений.
Приказом командира 71-й гвардейской стрелковой дивизии от 16 января 1944 года за мужество, проявленное в боях с врагом, гвардии сержант Субботин награждён орденом Славы 3-й степени.
2 марта 1944 года Субботин отражал контратаку противника юго-восточнее посёлка городского типа Идрица. Когда кончились патроны, вступил с врагом в рукопашную схватку. Из пулемёта и сапёрной лопаткой истребил 17 противников.
12 марта, отражая контратаку немецких войск на безымянной высоте в том же районе, был ранен, но остался в строю.
Приказом по 6-й гвардейской армии от 9 мая 1944 года гвардии сержант Субботин награждён орденом Славы 2-й степени.
8 июля 1944 года во время Шяуляйской операции командир отделения 210-го гвардейского стрелкового полка гвардии старшина Субботин с группой разведчиков вышел к реке Западная Двина в районе посёлка городского типа Бешенковичи, затопил четыре вражеских понтона, захватил надувную лодку противника и переправился на ней через реку. На правом берегу он ворвался в траншею врага, захватил двух немецких солдат с ручным пулемётом и доставил их в штаб полка.
Указом Президиума Верховного Совета СССР от 24 марта 1945 года за мужество, отвагу и героизм, проявленные в борьбе с захватчиками, гвардии старшина Субботин Иван Павлович награждён орденом Славы 1-й степени.
В дальнейшем участвовал в Мемельской операции, боях по ликвидации курляндской группировки противника. За освобождение Латвии награждён орденом Красной Звезды.
В 1945 году демобилизован. Жил в городе Волжск. Работал водителем электропогрузчика Волжского древкомбината, затем на автобазе № 2.
Награждён орденами Красной Звезды, Славы 1-й, 2-й и 3-й степени, медалями.
Умер 30 декабря 1983 года.